# 선원보각지
선원보각지(璿源寶閣址)는 인천광역시 강화군 길상면 온수리에 있다. 1986년 4월 1일 강화군의 향토유적 제11호로 지정되었다가, 2017년 12월 20일 해제되었다.

## 개요
전등사의 산내암자인 극락암 뒤쪽으로 약 50m정도 올라가면 예전 전등사의 부속시설이었던 선원보각 및 장사각이 옛터에 복원되어 있다. 선원보각은 조선 왕실의 계보와 족보를 보관하던 곳이었으며, 장사각 역시 ≪조선왕조실록≫ 등 나라의 귀중한 사서를 보관하던 건물이었다. 
≪전등본말사지≫에 의하면 본래 묘향산에 있던 선원보각과 장사각을 1660년(현종 1) 이곳으로 이전했다고 하는데, 이 때부터 전등사에서 줄곧 이 건물을 관리했던 것으로 보인다. 1908년(순종 2) 소실될 위기도 있었으나 다행스럽게도 절의 창환(昌煥)·영함(永咸) 두 스님에 의해 보존되기도 했다. 
그러나 이듬해 국가의 명으로 선원보각이 철폐되고 서적들은 한양으로 옮겨졌고 그 뒤로 건물들은 퇴락하였다. 계단석 일부와 축대석 정도만 남아 있었으나 1999년에 지금의 모습으로 복원하였다.